# Gunnar Graflund
Nils Gunnar Graflund, född 5 september 1918 i Längbro församling, Örebro län. död 15 oktober 2003 i Näshulta församling, Södermanlands län, var en byggmästare.
Byggnadsingenjör Gunnar Graflund startade byggnation av fastigheter i Eskilstuna under 1950-talet. Företaget växte och snart byggde Graflunds även hus i Mariefred, Nyköping och Strängnäs, största delen av de hus som byggts behölls och förvaltades i olika fastighetsbolag. Firman blev ett av de större icke börsnoterade familjeägda fastighetsbolagen i Sverige med ett bestånd på cirka 4000 lägenheter och ett stort antal lokaler. Under slutet av 1990-talet såldes större delen av familjens bolag. 
Graflunds Byggnads AB har sålts ett par gånger under åren och ägs numera av Vonovia och företagsnamnet som numera används är Victoriahem. 
Gunnar Graflunds Fastighets AB med ca 1250 lägenheter plus lokaler ägs och förvaltas av familjen.